# Roxette Hits
A Collection of Roxette Hits: Their 20 Greatest Song! (en español es: "Una colección de éxitos de Roxette: ¡Sus 20 más grandes canciones!") es el título completo de un álbum compilado del dúo sueco Roxette, publicado al mercado el 18 de octubre de 2006, lanzado con motivo de la celebración de sus 20 años de carrera artística.
Este recopilatorio contiene dos canciones nuevas: "One Wish" y, "Reveal" las cuales fueron grabadas especialmente para este compilado en mayo de 2006. A la par de esto, fue publicada también una edición de lujo' en formato de box-set que también está disponible en el mercado desde esa misma fecha. La edición de lujo viene con cuatro CD de audio contentiva de canciones singles, no-singles y versiones especiales, esto, junto con un DVD con los videos de los 18 hits incluidos en este álbum, el DVD contiene el concierto Unplugged para MTV y además todos sus videoclips.

## Lista de canciones
Todas las canciones escritas y compuestas por Per Gessle, excepto las indicadas. 
| N.º | Título                                                                    | Duración |  |
| 1.  | «"One Wish" (Grabado en el 2006)»                                         |          |  |
| 2.  | «"The Look"»                                                              |          |  |
| 3.  | «"Dressed for Success" »                                                  |          |  |
| 4.  | «"Listen to Your Heart" (Swedish Single Edit) (Per Gessle, Mats Persson)» |          |  |
| 5.  | «"Dangerous"»                                                             |          |  |
| 6.  | «"It Must Have Been Love"»                                                |          |  |
| 7.  | «"Joyride" (Single Edit)»                                                 |          |  |
| 8.  | «"Fading Like a Flower (Every Time You Leave)"»                           |          |  |
| 9.  | «"Spending My Time" (Per Gessle, Mats Persson)»                           |          |  |
| 10. | «"How Do You Do!"»                                                        |          |  |
| 11. | «"Almost Unreal"»                                                         |          |  |
| 12. | «"Sleeping in My Car" (Single Edit)»                                      |          |  |
| 13. | «"Crash! Boom! Bang!" (Single Edit)»                                      |          |  |
| 14. | «"Run to You"»                                                            |          |  |
| 15. | «"No Se Si Es Amor (It Must Have Been Love)"»                             |          |  |
| 16. | «"Wish I Could Fly"»                                                      |          |  |
| 17. | «"Stars"»                                                                 |          |  |
| 18. | «"The Centre of the Heart (Is a Suburb to the Brain)"»                    |          |  |
| 19. | «"Milk and Toast and Honey"»                                              |          |  |
| 20. | «"Reveal" (Grabado en el 2006)»                                           |          |  |

- OBSERVACIONES:

1. La edición publicada en español de éste mismo álbum de grandes éxitos se incluyó la canción "No se si es amor" ("It Must Have Been Love") en lugar de "A Thing About You".
2. Para la edición canadiense de éste grandes éxitos las tres últimas canciones del track-list de la edición original, fueron cambiadas por los siguientes temas: "The Sweet Hello, The Sad Goodbye", "A Thing About You" and y, "She's Got Nothing On (But The Radio)".

Todas las canciones escritas por Per Gessle, excepto dónde se indique.